# 赫曼·柯特
赫曼·柯特（德語：Hermann Kutter，1863年—1931年），瑞士路德宗的神學家，與洛加斯（Leonhard Ragaz）兩個人共同被認為是基督教社會主義在瑞士地區的學說創立人。其深受另一位路德宗神學家克里斯多福·布魯哈德(Christoph Blumhardt)的影響，他揉合了布魯哈德對於將來之國（末世論）的期盼與社會主義計劃的理論。他視社會民主為一種源自於上帝的〝手段〞，讓民主的追求者在無心之中完成上帝的心意。他著有11種的著作留下。